# 九里茂三
九里 茂三（くのり しげぞう、1921年2月6日 - 2017年12月2日）は、日本の教育者。学校法人九里学園理事長・学園長などを歴任し、日本私立中学高等学校連合会副会長として私学助成運動などにも貢献した。

## 経歴
山形県米沢市に生まれ育つ。養母の九里とみは、1901年に九里裁縫女学校を創設し、その経営にあたっていた。
1940年に山形県師範学校本科一部を卒業し、翌1941年には同専攻科を卒業して、東京高等師範学校に進んだ。
1944年9月には、東京高等師範学校を卒要し、海軍予備学生として土浦海軍航空隊へ入隊、1945年6月には海軍少尉に任官、直ちに召集され8月まで針尾にあった海軍兵学校分校の教官を務めた。
敗戦後は帰郷して、11月に山形県立米沢中学校（後の山形県立米沢興譲館高等学校）の教諭となり、国語の教鞭をとった。また、英語の授業を担当したこともあった。
米沢興譲館高等学校在職のまま、1957年4月から、学校法人九里学園理事長となり、1961年3月には、米沢興譲館高等学校を退職して、九里学園が経営する米沢女子高等学校（後の九里学園高等学校）校長となった。1988年に校長を退任したが、1990年には学園長となった。その後も理事長職には2009年までとどまり、死去するまで学園長であった。この間、1979年には九里幼稚園、1982年には九里学園教育研究所を設立した。
九里は、九里学園の経営に当たるとともに、広く私学振興運動にも尽力し、山形県私立高等学校協会会長、日本私立中学高等学校連合会副会長などの要職を歴任した。

## おもな栄誉
- 1987年 - 山形県知事表彰（私学振興功労）、文部大臣表彰（私学振興功労）
- 1988年 - 藍綬褒章
- 1991年 - 全国私立学校審議会委員功労者表彰
- 1992年 - 米沢市功績章
- 1999年 - 勲三等瑞宝章
- 2003年 - 第12回ペスタロッチー教育賞[4]

## おもな著書
- 私学に生きる：自伝的教育論、九里学園教育研究所、1991年